# Nahida coenoides
Nahida coenoides är en fjärilsart som beskrevs av William Chapman Hewitson 1869. Nahida coenoides ingår i släktet Nahida och familjen Riodinidae. Inga underarter finns listade i Catalogue of Life.

## Bildgalleri

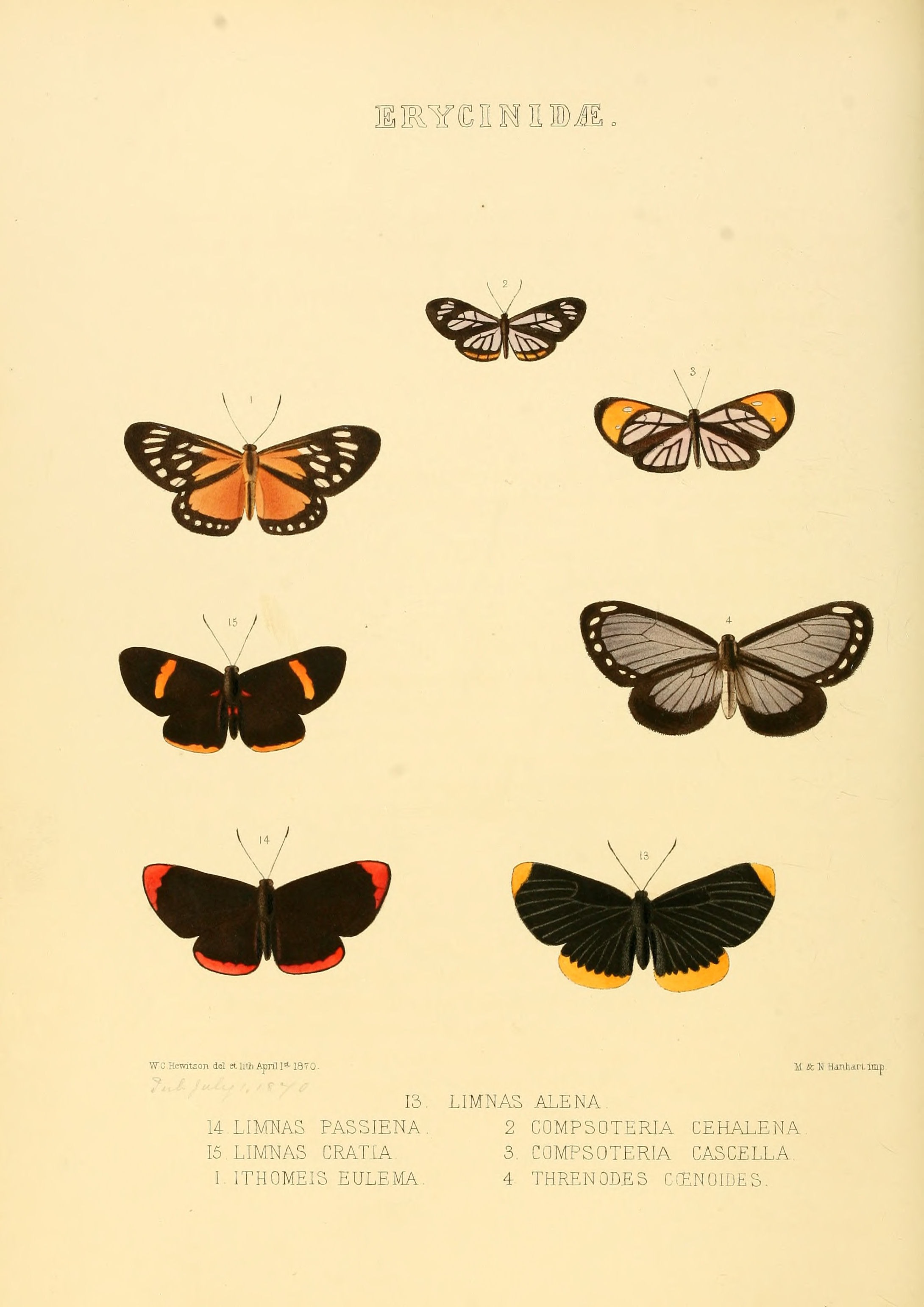